# حكاية شرقية (فلم)
حكاية شرقية هو فيلم أردني من إنتاج عام 1991، وهو قصة للكاتب والروائي السوري هاني الراهب ومن إخراج المخرج السوري المبدع نجدت أنزور وبطولة الفنانين محمد القباني وجميل عواد وجولييت عواد وهشام حمادة. وتشجيعاً لصناعة السينما الأردنية وكمساهمة منهم في صناعة فيلم أردني جيد فإن العاملين في الفيلم لم يتقاضوا عنه أي أجر.
وقد شارك الفيلم في حوالي 23 مهرجاناً سينمائياً ودولياً وحصد العديد من الجوائز.